# Chamis al-Gaddafi
Chamis al-Gaddafi (arabisch خميس القذافي, DMG Ḫamīs al-Qaḏḏāfī; englisch Khamis Gaddafi; * 27. Mai 1983; † ?) ist ein libyscher Militär. Er ist der siebte und jüngste Sohn des ehemaligen Herrschers Muammar al-Gaddafi und seiner zweiten Frau Safaja Farkash. In den Jahren 2011 und 2012 wurde sein Tod mehrfach gemeldet und dementiert. Auch die bisher letzte Todesmeldung vom Oktober 2012 soll von Moussa Ibrahim, dem ehemaligen Sprecher von Muammar al-Gaddafi, dementiert worden sein. Ob Chamis al-Gaddafi noch am Leben ist, ist unklar.

## Ausbildung und Karriere
Im Alter von zwei Jahren wurde Chamis am 15. April 1986 im Rahmen der Operation El Dorado Canyon während der Bombardierung des Bab al-Aziziya Militärlagers am Kopf verletzt. Er verließ die Militärakademie in Tripolis mit einem Bachelor der Militärwissenschaften und setzte dann seine Studien an der Frunse-Militärakademie fort. Anschließend nahm er an einem Generalstabslehrgang in Moskau teil. 
2008 besuchte Chamis al-Gaddafi Algerien und wurde von Präsident Abdelaziz Bouteflika empfangen.
Seit April 2010 studierte er für einen Master-Abschluss an der IE Business School (früher Instituto de Empresa) in Madrid. Von dieser Schule wurde er im März 2011 wegen „seiner Verbindungen mit den Angriffen auf die libysche Bevölkerung“ ausgeschlossen.
Er war Kommandeur der Chamis-Brigade (32. Brigade), einer Eliteeinheit der Streitkräfte Libyens.

## Todesmeldungen

### 2011
1. Der Tod al-Gaddafis wurde erstmals im März 2011 gemeldet.[9] Unbestätigten Meldungen zufolge soll er am 20. März 2011 während des Bürgerkriegs in Libyen an den Folgen von Verletzungen bei einem Selbstmordanschlag eines desertierenden Jetpiloten auf den Kasernenkomplex Bab al-Aziziya gestorben sein. Das libysche Regime dementierte jedoch den Absturz des Piloten.[10] Am 28./29. März 2011 wurden im libyschen Staatsfernsehen Bilder von Chamis gezeigt, auf denen er von Anhängern des Regimes umjubelt wird. Ob es sich um aktuelle Aufnahmen handelte, konnte nicht zweifelsfrei festgestellt werden.[11]
2. Zum zweiten Mal wurde Chamis al-Gaddafi am 5. August für tot erklärt, er soll Opfer eines Luftangriffs geworden sein.[12]
3. Danach wurde sein Tod erneut am 23. August verkündet, als der Nachrichtensender Al-Jazeera berichtete, seine Leiche sei neben jener von Abdullah al-Senussi, der unter al-Gaddafis Vater Chef des libyschen Geheimdienstes war, gefunden worden.[12]
4. Wenige Tage später wurde sein Tod zum vierten Mal gemeldet. Nach Angaben der libyschen Rebellen soll al-Gaddafi, wiederum zusammen mit Abdullah al-Senussi, am 27. August 2011 in der Nähe der Städte Tarhuna und Bani Walid, nach einzelnen Berichten im Wadi Dinar[13] 80 Kilometer südöstlich der Hauptstadt Tripolis, ums Leben gekommen sein.[14] Er soll in Zliten beigesetzt worden sein. Am 15. September 2011 berichtete der Guardian jedoch, Chamis al-Gaddafi befinde sich am Strand von Sirte, wo er sich mit Einheiten der Chamis-Brigade verschanzt habe.[15]
5. Ein syrischer Fernsehsender bestätigte Mitte Oktober 2011 ebenfalls den Tod von Chamis al-Gaddafi. Er sei bei Gefechten um die Stadt Tarhuna ums Leben gekommen. Es sei die erste Todesmeldung einer Quelle, die loyal zu Gaddafi stehe, berichtete RIA Novosti.[16] Auch von der ARD wurde sein Tod unter Bezug auf den syrischen Fernsehsender Al Rai für den 29. August 2011 in Tarhuna vermeldet.[17]

### 2012
Am 20. Oktober 2012 erklärte Omar Hamdan, Sprecher des libyschen Allgemeinen Nationalkongresses, Chamis al-Gaddafi sei in einem Gefecht in Bani Walid getötet worden. Associated Press erwähnte „unbestätigte Gerüchte“ über eine Verhaftung von Chamis, der bereits letztes Jahr getötet worden sein solle. Moussa Ibrahim, der ehemalige Sprecher von Muammar al-Gaddafi, soll ebenfalls am 20. Oktober sowohl seine eigene Verhaftung als auch die Verhaftung oder den Tod von Chamis al-Gaddafi über eine Audio-Botschaft bei Facebook, deren Echtheit noch nicht bestätigt werden konnte, bestritten haben.